# El Guincho
Pablo Díaz-Reixa (Las Palmas de Gran Canaria, 17 de novembro de 1983), conhecido profissionalmente como El Guincho, é um músico, cantor e produtor musical espanhol.

Díaz-Reixa ganhou destaque com seu álbum de 2008, "Alegranza". Seu estilo musical baseia-se fortemente no uso de samples e incorpora elementos de Afrobeat, dub, tropicália e rock and roll. Díaz-Reixa descreve seu estilo de produção como "exótica da era espacial". Ele produz música principalmente com um Roland SP-404.